# Magzalia
Magzalia (o Tell Magzalia) es un yacimiento arqueológico neolítico del norte de Irak, situado a lo largo de un uadi al borde de los montes Jebel Sinjar, cerca de Tal Afar, en la gobernación de Nínive. Es el vestigio de un poblado de finales del VIII milenio a. C., cerca de otro yacimiento prehistórico, Qermez Dere. Magzalia parece culturalmente próxima a los poblaciones del Neolítico precerámico B del norte de Levante y del valle del río Balikh, en el norte de Siria.

## Historia
Magzalia fue excavada entre 1977 y 1980 por el arqueólogo ruso Otto N. Bader.

## Contexto
El yacimiento de Magzalia es uno de los principales testigos del poblamiento del valle del Tigris Medio en el VIII milenio a. C. En esa época, los ocupantes de Magzalia y los pueblos de los alrededores muestran el mismo desarrollo cultural neolítico precerámico que los yacimientos de Cafer Höyük o Çayönü, —que practicaban la agricultura pero ignoraban la ganadería— en Anatolia oriental: arquitectura cuadrangular con varias habitaciones, suelos de guijarros recubiertos de arcilla o yeso, vasijas de piedra, puntas de flecha pedunculadas de sílex, pequeñas hachas de piedra pulida.
Sin embargo, Magzalia parece ser, junto con los demás pueblos del valle de Belikh en Siria, el escenario de una neolitización procedente del Oeste y no del Norte. Aunque su economía siguió basándose en parte en la caza y la recolección (pistachos y cebada silvestre), también se practicaba la agricultura (trigo farro, escaña menor, trigo racimoso, espelta, cebada , lentejas, lino) y la ganadería (ovejas y cabras).

## Hábitat
Situadas al norte del emplazamiento en los primeros niveles y extendiéndose gradualmente hacia el sur, las construcciones de Magzalia están claramente destinadas todas ellas a ser habitadas. Son de planta rectangular, algunas tienen el suelo enlucido y sus muros están construidos con adobe sobre cimientos de losas de piedra caliza y rellenos de piedras. Hay zonas de almacenamiento y cocina/salón. Una de las casas tiene una chimenea con conducto de humos externo, similar a las casas posteriores de Umm Dabaghiyah y Çatalhöyük.
Las fases finales de la aldea muestran una muralla frecuentemente rehecha, flanqueada por torres construidas alrededor de las casas. Este muro, que parece indicar posibles conflictos con los vecinos, está provisto de grandes ortostatos que abren al menos dos puertas.

## Restos arqueológicos
Los niveles más antiguos de Magzalia muestran un amplio uso de la obsidiana —cortada a presión, una técnica específica del Neolítico B precerámico del Tauro— a pesar de la distancia (300 km) de los yacimientos anatolios más cercanos. El yacimiento también contiene puntas de proyectil en forma de hoja, cuchillos y taladros que funcionan con rotación en el sentido de las agujas de un reloj.
En los niveles superiores de un yacimiento del valle de Belikh (el túmulo de Sabi Abyad II) se encontraron puntas de Biblos y puntas de Amuq. Los raspadores de sílex utilizados posteriormente durante la cultura Hassuna-Samarra ya están presentes aquí. También se han encontrado hoces recubiertas de betún en Magzalia y en otros pueblos del valle de Belikh, cuyas piedras muestran huellas de cosechas de grano. Los habitantes también dejaron cuencos y brazaletes de mármol, punzones pulidos y agujas de hueso incisas, cuya técnica de fabricación procede de Anatolia Oriental.
Aunque el pueblo de Magzalia seguía siendo acerámico, se utilizaba vajilla de yeso y cerámica decorada. Estos utensilios no son un legado de Anatolia, sino que se encuentran en todo la Mesopotamia superior y en el desierto sirio, sobre todo en Seker al-Aheimar. También se han encontrado algunas estatuillas humanas esquemáticas y figurillas de gacelas.